# Cleanthes
Cleanthes (Grieks: Κλεάνθης / Kleanthes) van Assos (± 330 – 232 v.Chr.) was een Griekse wijsgeer uit de Hellenistische periode. Hij was een leerling van Zeno, de stichter van de Stoïcijnse school, en vanaf 262 / 261 diens opvolger als scholarch van de Stoa. Onder zijn leerlingen verdienen vooral vermelding: Sphaerus van Borysthenes en Chrysippus van Soli. Zijn voornaamste tegenstander was Arcesilaüs van Pitane, vertegenwoordiger van het scepticisme van de Midden-Academie. Verder bestond er een voortdurende polemiek tussen Stoa en Epicurisme.
De biograaf Diogenes Laërtius vermeldt vijftig titels van traktaten die aan Cleanthes worden toegeschreven: geen enkel werk bleef echter volledig bewaard. Vele domeinen van de filosofie werden door zijn werken bestreken: dialectiek, retorica, fysica, theologie, ethiek en politiek.
Cleanthes nam niet zomaar op slaafse wijze de leerstellingen van zijn meester over, maar nam een persoonlijke plaats in. Hij aanvaardde een zeker psychologisch dualisme, een grotere onafhankelijkheid van de geest ten overstaan van het lichaam. Hij aanvaardde ook een ethisch voluntarisme. In de bepaling van de deugd werd het wilselement beklemtoond. Hij vertegenwoordigde verder een moreel radicalisme: hij wees het officium af en eiste volledige onderwerping aan de goddelijke wet. Hij kende een zekere transcendentie toe aan de godheid en zocht naar de oorzaken van het godsgeloof. Cleanthes stond onder invloed van Aristoteles, meer bepaald van diens dialoog Περὶ φιλοσοφίας / Perì philosophías.
Zeer bekend is Cleanthes' gedeeltelijk bewaard gebleven Zeushymne, een vrome en diepreligieuze lofprijzing van de Stoïcijnse Al-god.